# Lockhartia ludibunda
Lockhartia ludibunda es una especie de orquídea epifita originaria de América.

## Descripción
Es una orquídea de tamaño medio con hábitos de epifita con tallos alargados que lleva muchas hojas, dísticas, imbricadas y triangulares. Florece en el otoño en una inflorescencia, corta, sola con flores apicales con una bráctea floral inflada.

## Distribución y hábitos
Se encuentra en Bolivia y el sur de Brasil, en los bosques subtropicales en elevaciones bajas como epífita colgante. 

## Taxonomía
Lockhartia ludibunda fue descrita por Heinrich Gustav Reichenbach y publicado en Botanische Zeitung (Berlin) 15(10): 159. 1857.
Etimología
Lockhartia: nombre genérico otorgado en homenaje a Sir David Lockhart, superintendente del Imperial Jardín Botánico de Trinidad y Tobago, en el siglo XVIII.
ludibunda: epíteto geográfico que alude a su localización en Goias.